# U-20-Handball-Weltmeisterschaft der Frauen 2020
Die U-20-Handball-Weltmeisterschaft der Frauen 2020 sollte als die 22. Ausrichtung der U-20-Weltmeisterschaft in Rumänien ausgetragen werden.
Die U-20-Weltmeisterschaft war für den Zeitraum vom 1. bis 13. Juli 2020 angesetzt, zeitgleich zur U-18-Weltmeisterschaft. Die 22. Austragung dieses Wettbewerbs war im November 2017 an den rumänischen Verband vergeben worden. Der Verband hatte Brașov als Austragungsort vorgesehen. Rumänien hatte zuletzt im Jahr 1977 die erste U-20-Weltmeisterschaft ausgerichtet.
Für eine Teilnahme qualifiziert waren:
- Angola, Guinea und Tunesien (über die U-19-Afrikameisterschaft 2019)
- Australien (über die Ozeanien-Trophy 2019)
- Brasilien, Chile und Paraguay (über die Süd- und mittelamerikanische U-19-Meisterschaft 2019)
- China, Japan, Libanon und Südkorea (über die U-19-Asienmeisterschaft 2019)
- Dänemark, Deutschland, Frankreich, Kroatien, Niederlande, Norwegen, Russland, Österreich, Spanien und Ungarn (über die U-19-Europameisterschaft 2019)
- Mexiko (über die IHF Trophy Nordamerika 2019)
- Rumänien (als Organisator)

Aufgrund der unsicheren Lage in der COVID-19-Pandemie wurde die Weltmeisterschaft zunächst verschoben, im April 2020 auf den Zeitraum vom 2. bis 13. Dezember 2020, im Oktober 2020 auf unbestimmte Zeit in das Jahr 2021. Im Februar 2021 beschloss die Internationale Handballföderation, alle Weltmeisterschaften für die Nachwuchsauswahlen der Geburtsjahrgänge 2000 und 2002 der Frauen und Männer endgültig abzusagen.
Die nächste reguläre Austragung war die Weltmeisterschaft 2022 in Slowenien.